# Zaouiat Saiss
Zaouiat Saiss (en àrab زاوية سايس, Zāwiyat Sāys; en amazic ⵣⴰⵡⵉⵜ ⵏ ⵙⴰⵢⵙ) és una comuna rural de la província d'El Jadida, a la regió de Casablanca-Settat, al Marroc. Segons el cens de 2014 tenia una població total de 11.160 persones.